# Bison som slickar ett insektsbett
Bison som slickar ett insektsbett är en skulptur från Senpaleolitikum, som hittats i La Madeleinegrottan nära Tursac i Dordogne i Frankrike, som givit namn åt Magdalénienkulturen med dess utsökta små sniderier i hjortdjurshorn och -ben.
Skulpturen är ungefär 10 centimeter lång. Den är snidad av och graverad i ett horn eller ett ben av en ren och föreställer en stäppbison (Bison priscus) som har huvudet vridet bakåt och som visar sin utsträckta tunga. Råmaterialet tros ha varit en avbruten del av en spjutslunga. Gissningen är att figuren anpassats för att få plats på benfragmentet.
Den gjordes någon gång mellan 20 000 och 12 000 före Kristus, enligt museet 15 000 år före Kristus. 
Skulpturen ställdes tidigare ut i Musée d'archéologie nationale i Saint-Germain-en-Laye, men överfördes till det 2004 öppnade Frankrikes nationalmuseum för förhistorisk tid i Les Eyzies-de-Tayac-Sireuil, närmare fyndplatsen.